# 热干面
热乾麵是一种湖北武汉的特色早点，吃早餐在武漢話中叫作“过早”，因为热干面方便快捷且美味，所以成了许多武汉人过早的首选。
热乾麵是干拌面的一种。其麵身为鹼水麵，辅以芝麻酱、葱花、辣萝卜等各种配料。传统热干面特点武汉本地最为著名的品牌是蔡林记。热乾麵亦有傳至鄰近北方的河南省，多搭配該地另一美食胡辣湯進食。不過各地的熱乾麵都有自己的特色，比如河南的熱乾麵會加紅油調和味道偏辣，荊州沙市的熱乾麵芝麻醬會和甜麵醬豆瓣醬調和，口味偏重。热乾麵与山西刀削麵、蘭州牛肉麵、四川担担麵、華北炸酱麵并称为中国五大名麵。

## 起源

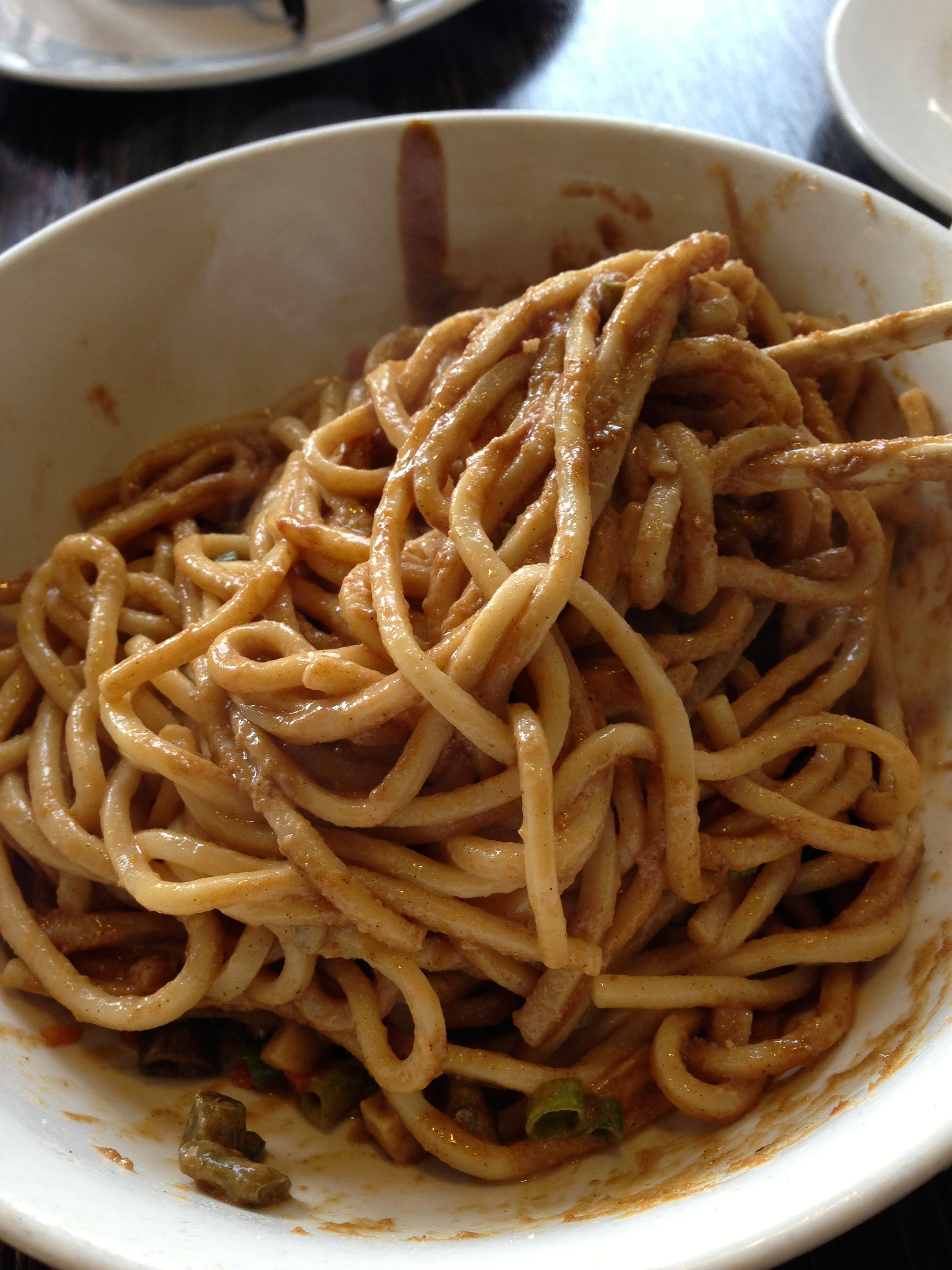
一份拌好的热干面

广为流传的版本是在1920年代。相传20世纪30年代初，汉口有个名叫李包的食贩靠卖麵为生。一天，他担心没卖完的面条发馊变质，便煮熟沥干晾在案板上，不料误洒上麻油。无奈之下，李包只得将面条用油拌匀，辅以调料。热腾腾的面条香气扑鼻，引得街坊垂涎。有人问这是什么麵，李包脱口而出“热乾麵”。误打误撞，热乾麵顺势“出道”。

## 制作方法
1. 碱水麵煮或蒸至九成熟捞出，加芝麻油拌匀，将面摊开在案面至凉
2. 待食用时，用漏勺将麵置於滚水中焯热捞出。
3. 淋上调好的芝麻酱、酱油、辣萝卜丁，还可根据口味加入咸菜丁、葱花、辣椒油、味精、胡椒粉、醋、雪菜、鸡汤等佐料。

## 饮食习惯

### 武汉
多年来，热乾麵的做法少有变化。大街小巷的摊点大多都有销售热乾麵。武汉人没有在家自己制作热乾麵的习惯，一是因为热干面的制作过程十分耗时，仅是碱水麵过水淋油这个过程就要花费两、三小时的时间，家里自己做的小批量热干面效益不高；二是因为热乾麵在大街小巷均有销售，十分常见，另外武汉的早餐品种十分丰富，所以武汉人在清晨有外出吃早餐的习惯。热乾麵在武汉较有名的店铺为蔡林记、李记、庞记、常青麦香园等。武汉人通常就着热乾麵和蛋酒或者豆浆，便作为一顿过早。

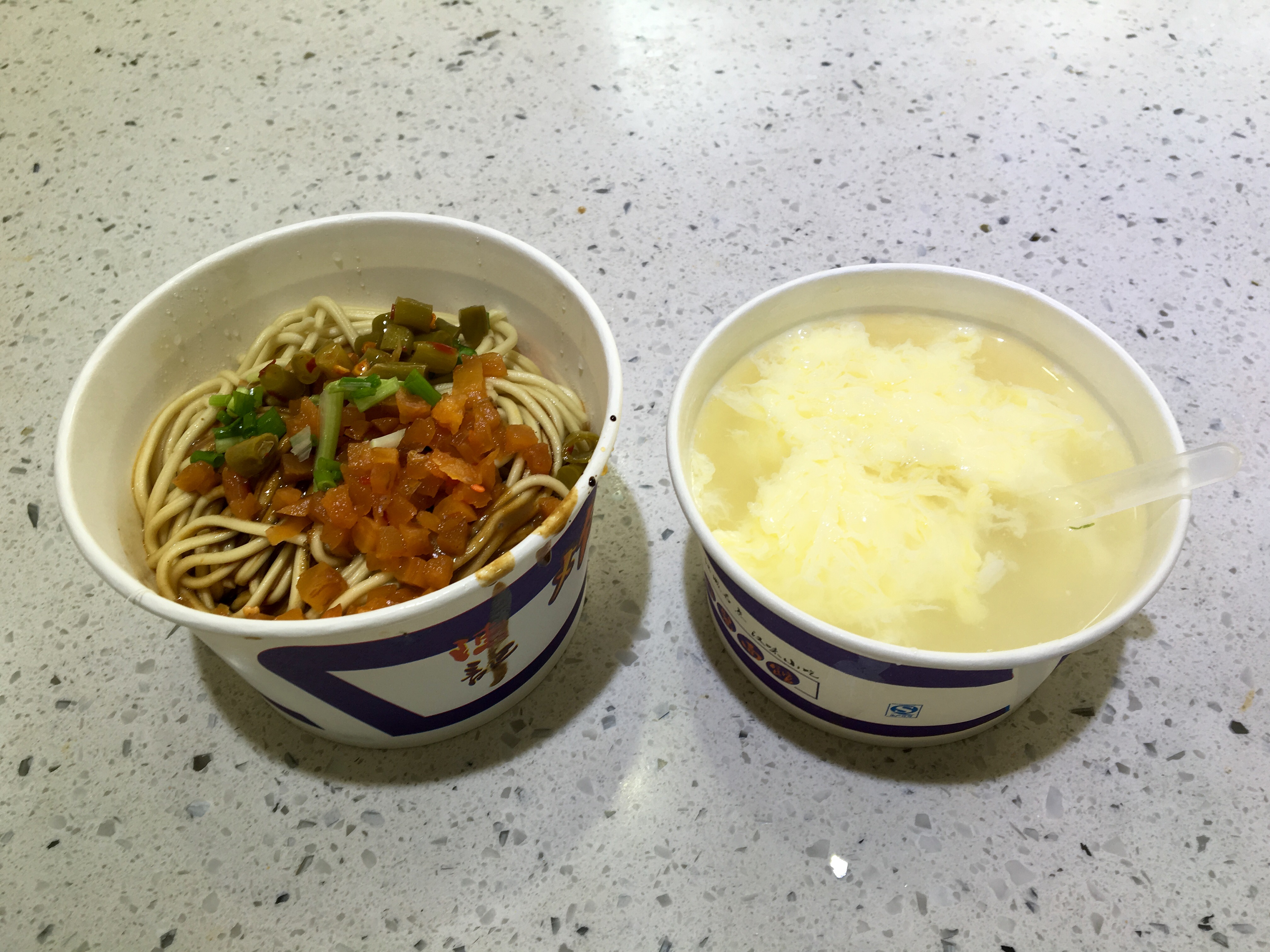
热乾麵与蛋酒
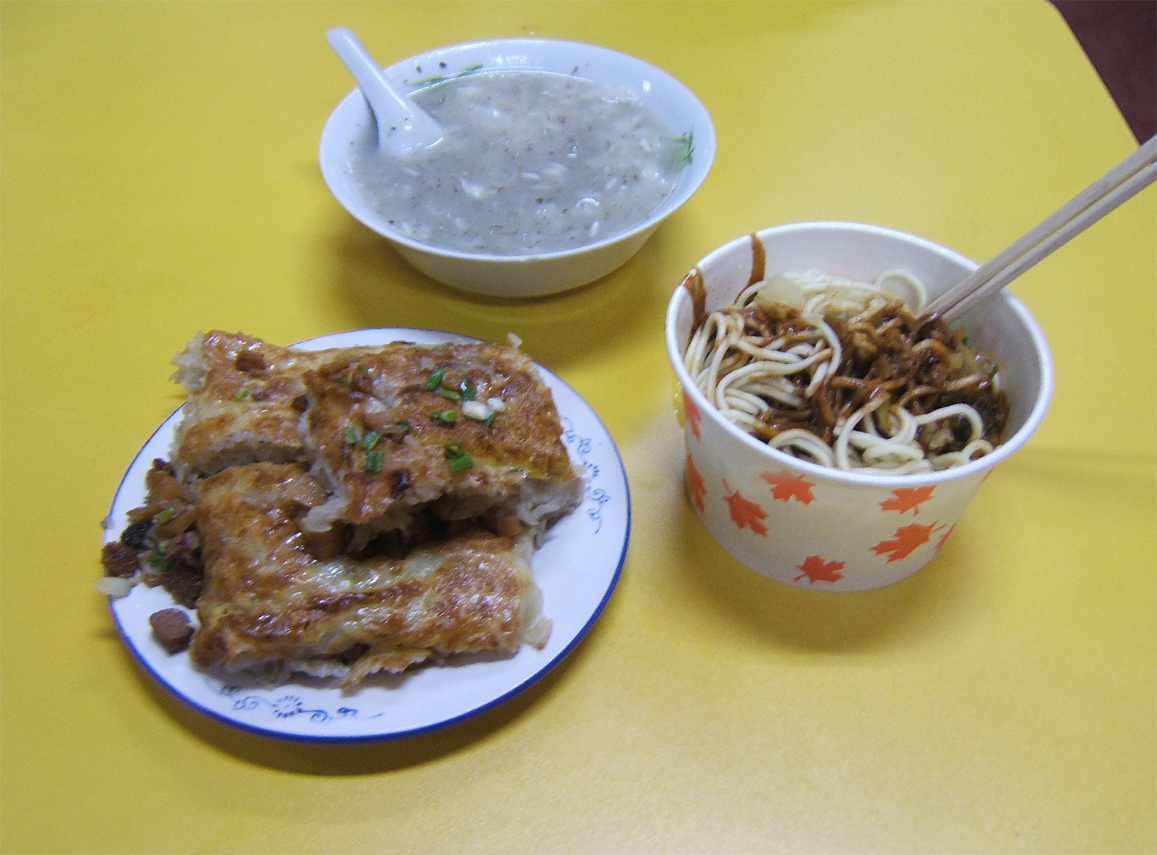
熱乾麵、 桂花糊米酒和豆皮
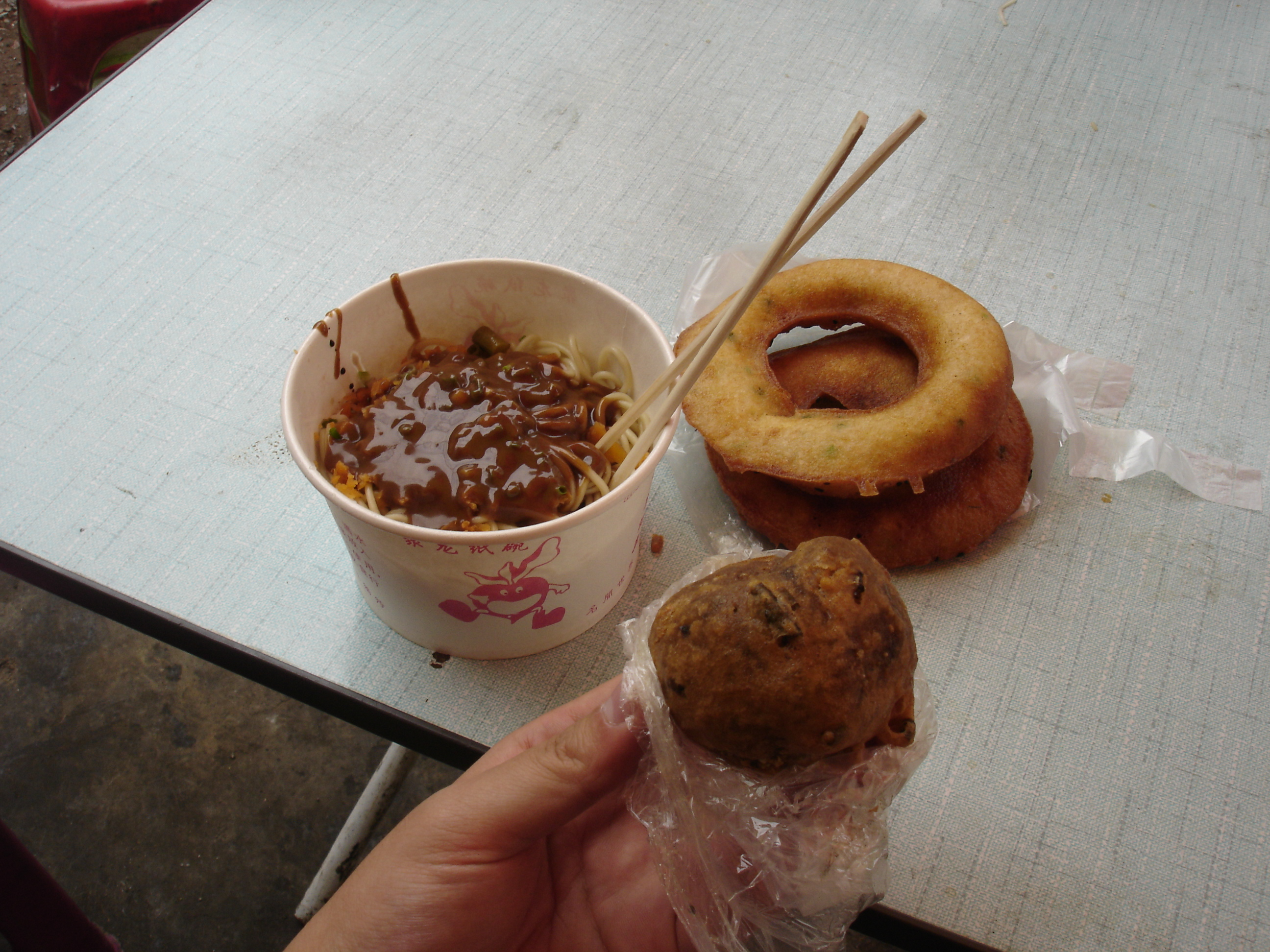
热乾麵、面窝和糯米鸡

### 荆州
作为曾经的「小汉口」的沙市位于汉口的长江上游，作为湖北省除了汉口之外另一个开埠的港口城市，汉口的热乾麵自然也早就传到了沙市，成为了沙市人过早不可或缺的一部分。酱料相比于武汉的只用芝麻酱而言，加上了甜面酱和豌豆酱，且不加卤水，味道更偏重一些。在沙市一般会配着白粥或者小米稀饭吃热乾麵，也有人会配豆浆。

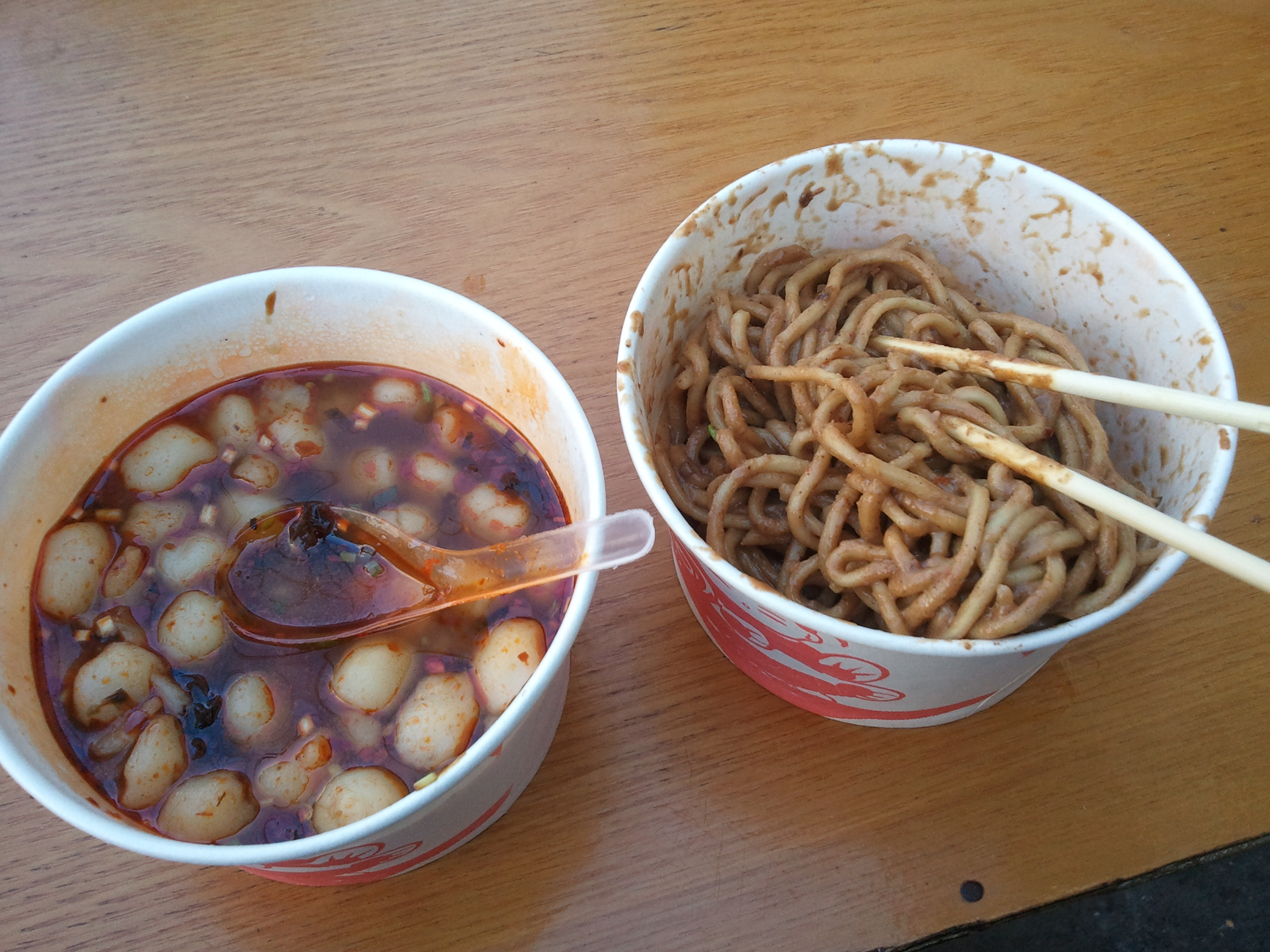
湖北沙市的豆腐丸子和热乾麵

### 信阳
信阳热乾麵据信是从武汉铁路局传过来的，大致做法和武汉一样，口味略有不同。主料仍然是特制的麵条、芝麻酱、麻油等，但最后可能会放千张、豆芽、香菜、榨菜、醋或者鸡汤中的一种或多种，具体视区域以及个人喜好而定。

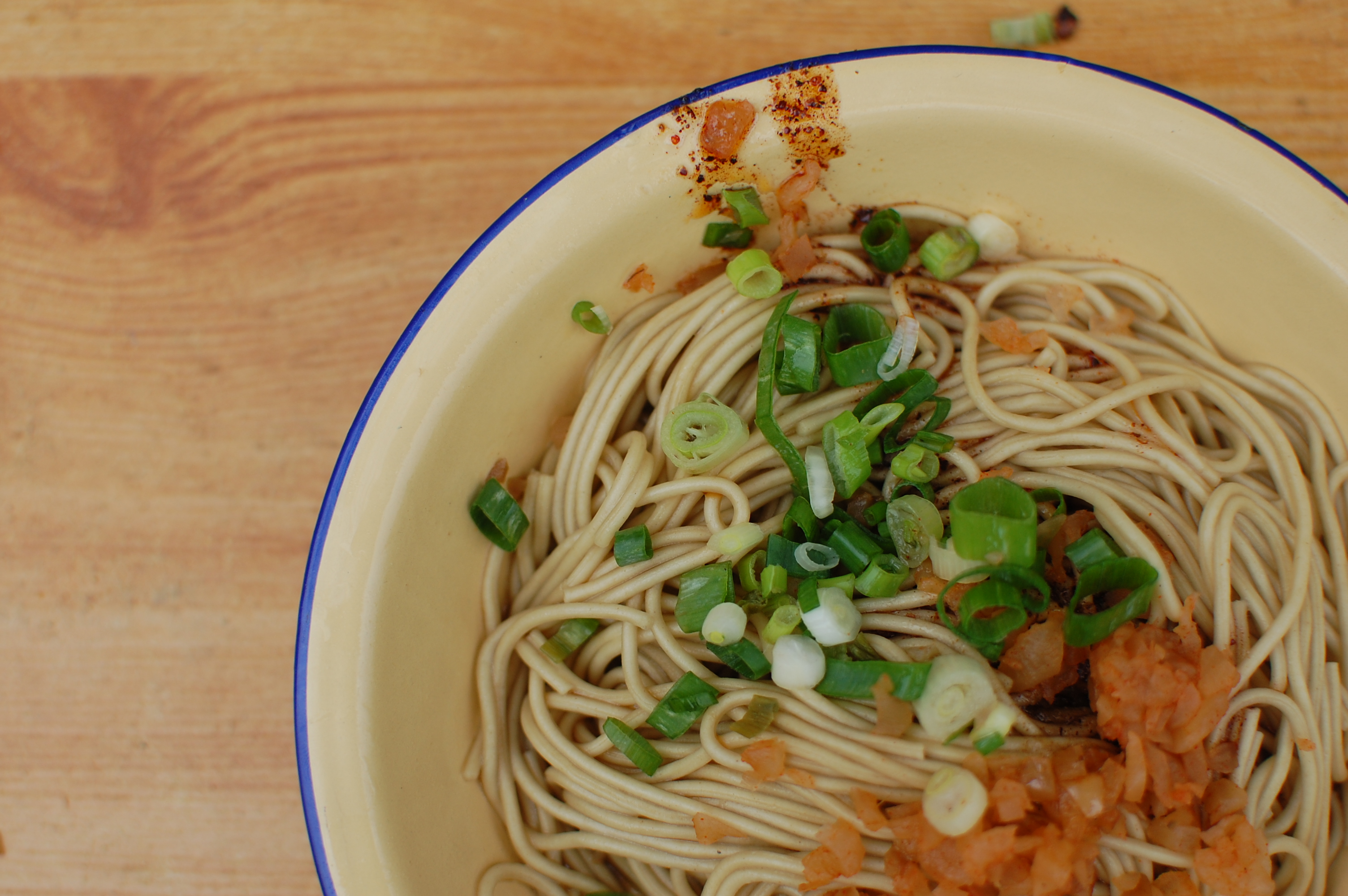
河南信阳的热乾麵
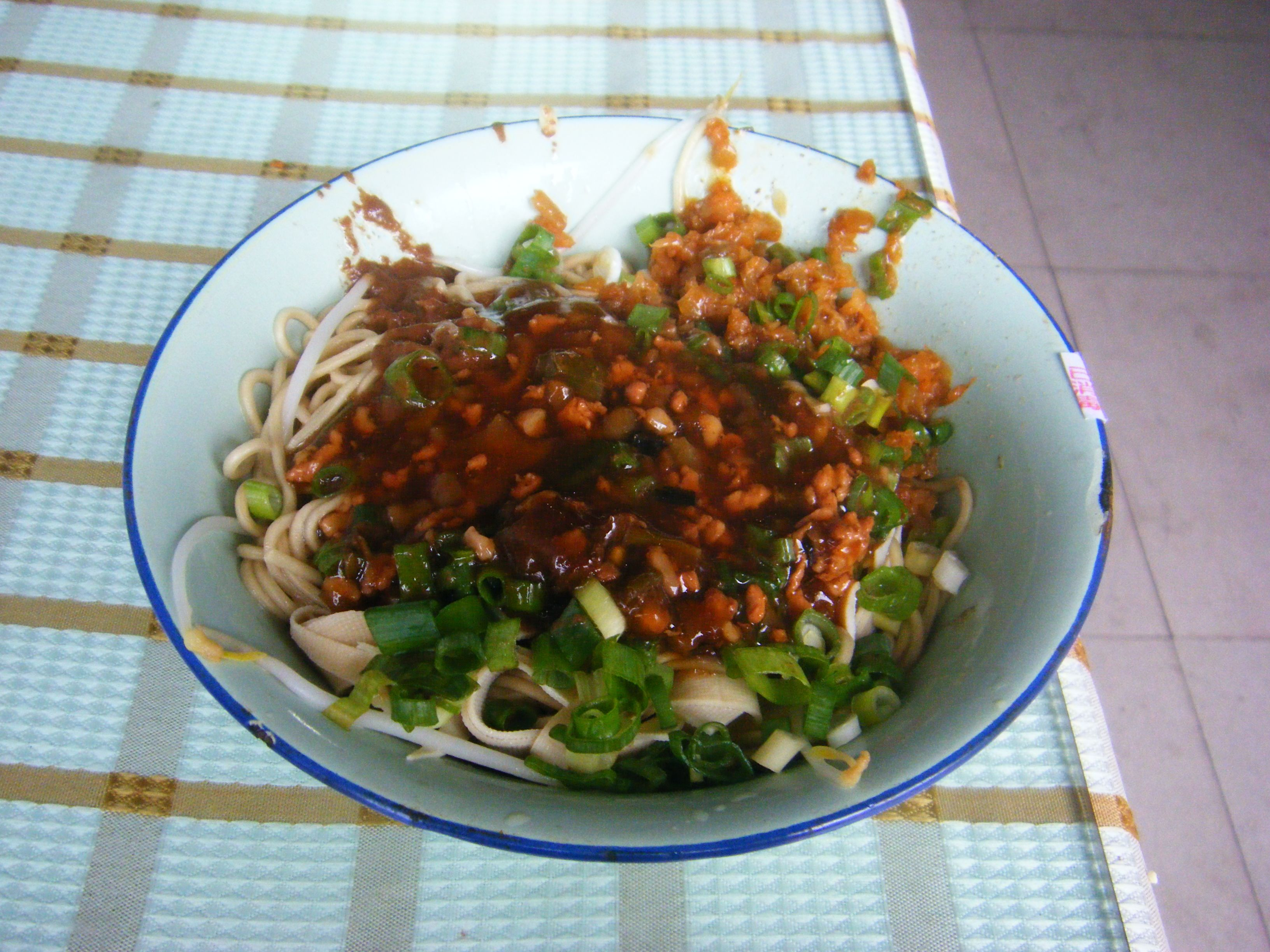
传到河南的武汉热乾麵,即“信阳热乾麵”